# Partenope (Metastasio)
Partenope ist ein Libretto zu einer festa teatrale in zwei Akten von Pietro Metastasio. Erstmals aufgeführt wurde das zweiteilige Werk in der Vertonung von Johann Adolph Hasse am 9. September 1767 zur Verlobung König Ferdinands IV. von Neapel mit Erzherzogin Maria Josepha in Wien.
Eine deutsche Übersetzung des Librettos von Johann Anton Koch erschien 1775 im siebten Band seiner unvollendet gebliebenen Gesamtausgabe Des Herrn Abt Peter Metastasio Kayserl. Königl. Hofpoetens Dramatische Gedichte.

## Handlung

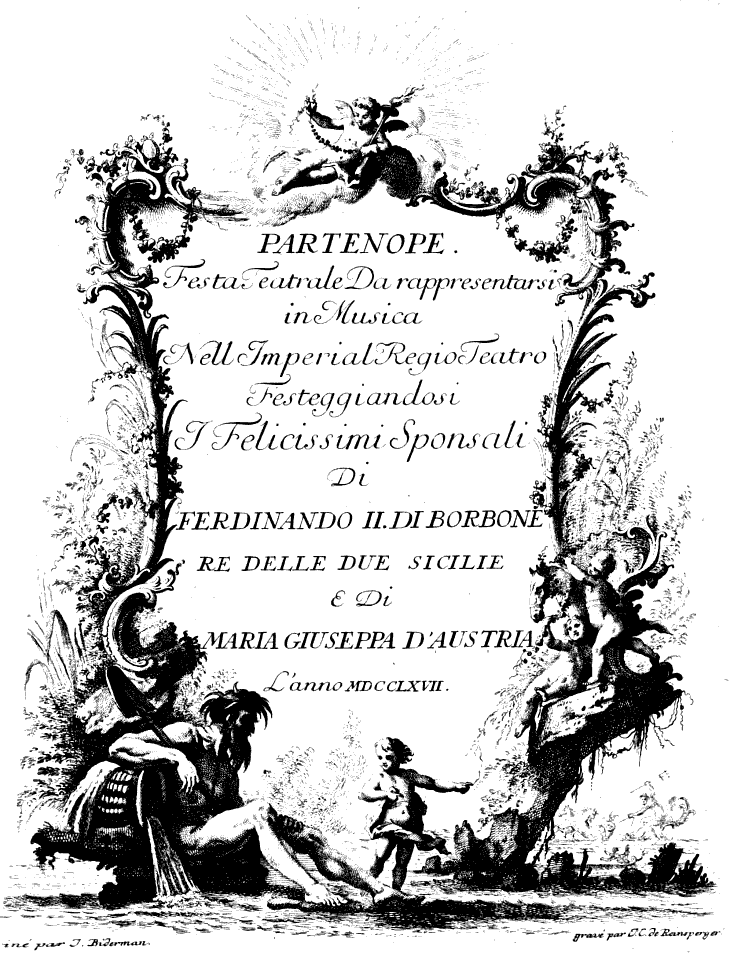
Titelblatt des Librettos, Musik von Johann Adolph Hasse, Wien 1767

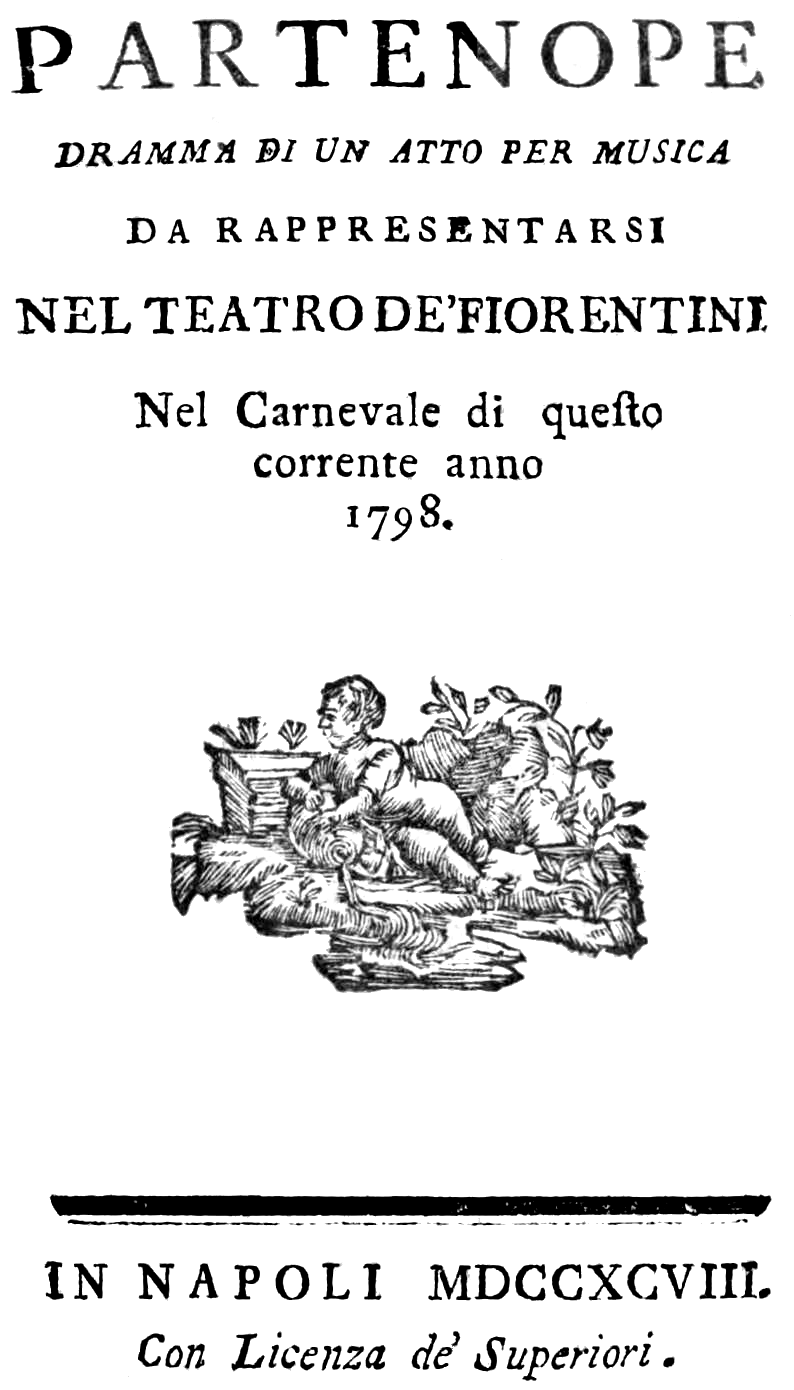
Titelblatt des Librettos, Musik von Antonio Peregrino Benelli, Neapel 1798

Die Serenata handelt von den Vorbereitungen zur Gründung der antiken Stadt Partenope auf dem Gebiet des heutigen Neapel.

„Man trägt sich unter den Dichtern noch immer mit einer sehr alten Sage, daß die Sirene Parthenope, eine Tochter der Muse Calliope, jene angenehme Gegend des tyrrhenischen Meeres, worein der Fluß Sebeth sich ergieset, zu ihrem Lieblingsaufenthalt erwählt habe; daß sie allda nicht allein verehret worden sey, und daß sie göttliche Achtung von den Innwohnern der benachbarten Gegenden gefordert habe, sondern daß diese auch von dem cumanischen Volke, als dem ersten Urheber des grossen Gedankens, angefeuert, mit dem Namen ihrer Schutzgöttinn die Stadt Parthenope auf eben dem Platz erbaut haben, wo noch heutiges Tags unter den berühmtesten Städten, die Stadt Neapel sich auszeichnet; es ist auch sonst aus historischen Muthmassungen, und aus verschiedenen alten Geschlechtsnamen, die daselbst noch nicht in die Vergessenheit versuncken sind, glaubwürdig, daß viele edle Abkömmlinge von fremden Heldengeschlechtern schon in den entferntesten Zeiten, diese glücklichen Fluren bevölkert hatten; und daß dieselben entweder von häußlichen Ursachen gezwungen wurden, ihre Gebursstädte zu verlassen; oder daß sie von der Fruchtbarkeit und Annehmlichkeit dieser neuen Gegend dahin gelocket worden waren.
Auf diese Gründe stützen sich die Wahrscheinlichkeiten, durch welche die von dem Geschicke verheissene Stiftung der Stadt Parthenope ins Werk gesetzet worden war, welches die Haupthandlung des gegenwärthigen dramatischen Gedichtes ist.“

Die folgende Inhaltsangabe basiert auf der deutschen Übersetzung des Librettos von Johann Anton Koch.

### Erster Akt
Außenansicht des prächtigen Tempels der Partenope an dem Ufer des Tyrrhenischen Meeres, an dem später die gleichnamige Stadt erbaut wurde
1. Szene. Ein erhobener, über zwei Treppen erreichbarer und von blumengeschmückten Laubengängen abgegrenzter Platz bietet eine Aussicht auf das stille Meer. Die Bewohner der Gegend begehen mit Tanz und Gesang den jährlichen Festtag der Partenope und bitten sie um Segen für die Feierlichkeiten zur Stiftung der neuen Stadt. Der oberste Priester Alceo tritt hervor und verweist auf die guten Vorzeichen für das Vorhaben. Außerdem gibt er zwei Verlobungen bekannt: Seine Tochter Elpinice solle den Herakleiden Cleanto, den Prinzen von Cumae, heiraten. Ismene, die Prinzessin von Posidonia (Paestum), werde mit Filandro, dem Prinzen von Miseno, vermählt. Die Ankunft der Paare werde in Kürze erwartet.
2. Szene. Elpinice unterbricht ihren Vater und meldet die Ankunft der cumanischen und posidonischen Schiffe. Alceo begibt sich in den Tempel, um den Himmel um seine Gunst zu bitten.
3. Szene. Elpinice gibt ihrer Freude über die Ankunft ihres Geliebten Cleanto Ausdruck.
Ebenerdige Zimmerreihe in der Wohnung Alceos
4. Szene. Cleanto und Filandro sind bereits vor Ankunft der Hauptschiffe unbemerkt eingetroffen, um ihre Verlobten Elpinice und Ismene zu überraschen. Da Isemene noch nicht eingetroffen zu sein scheint, macht sich Filandro auf den Weg, sie unauffällig zu suchen.
5. Szene. Elpinice und Ismene treffen auf Cleanto. Elpinice geht, um ihren Vater persönlich von der Ankunft der Männer zu benachrichtigen.
6. Szene. Ismene bestätigt Cleanto, wie froh sie über diesen Tag ist. Gleichzeitig denkt sie jedoch an ihre Kindheit zurück, da sie an diesem Ort als Pflegekind angenommen und liebevoll aufgezogen worden war.
7. Szene. Filandro berichtet, dass Alceo sich im Tempel eingeschlossen habe und Elpinice am Eingang des Tempels auf ihn warte. Cleanto entschließt sich, ebenfalls dorthin zu gehen, um mit seiner Geliebten zusammen zu sein.
8. Szene. Filandro und Ismene bestätigen einander ihre Liebe. Ismene ist ungeduldig, weil Alceo solange auf sich warten lässt. Filandro kennt eine Abkürzung zum Tempel und geht, um nachzusehen, was los ist.
9. Szene. Ismene versteht nicht, warum sie sich solche Sorgen macht.
Ebenerdige Laubengänge mit Statuen am Meeresufer
10. Szene. Auf den beiden Seiten ankern die cumanischen bzw. posidonischen Schiffe. In der Ferne ist die Uferlandschaft des Golfs von Neapel mit Wäldern, Bergen und Felsen und dem Fluss Sebeto zu sehen. Cleanto und Elpinice begrüßen Alceo, der endlich aus dem Tempel kommt. Alceo ist jedoch betrübt über einen neuen Befehl der Göttin. Cleanto solle mit dem geheiligten Pflug die Grenzen der neuen Stadt vorzeichnen, aber er dürfe Elpinice nicht heiraten.
11. Szene. Nachdem auch Ismene und Filandro hinzugekommen sind, erklärt Alceo die Botschaft der Gottheit: Cleanto solle sich mit Ismene verbinden, um so das Blut des Herakles mit dem des Dardanos zu vereinen. Alle sind bestürzt. Alceo erklärt, dass man sich einer so deutlichen Stimme der Götter nicht widersetzen könne. Nachdem er gegangen ist, erklären die vier Brautleute, sich dem Urteil widersetzen zu wollen.

### Zweiter Akt
Ein geheiligter Wald in der Nähe des Tempels mit hellen und sorgsam gepflegten Wegen
1. Szene. Elipinice klagt über das Schicksal, da sie und Cleanto von Kindheit an ineinander verliebt waren. Alceo rät ihr, es zu akzeptieren. Wer an diesem heiligen Ort geboren und erzogen wurde, müsse unschuldig bleiben. Die Entschlüsse des Himmels könne man nicht mit menschlichen Maßstäben messen und verstehen. Er fordert seine Tochter auf, sich dem Schicksal nicht zu widersetzen und auch Ismene zum Einlenken zu überreden. Er geht.
2. Szene. Cleanto versucht, Elpinice zu trösten. Er versichert ihr, dass er ihr treu bleiben werde, auch wenn er sie nicht heiraten können. Er will aber ihrem Rat folgen. Elpinice ist zu verwirrt, um sich trösten zu lassen. Sie geht.
3. Szene. Während Cleanto noch grübelt, kommt Ismene zu ihm. Auch sie fühlt sich nicht in der Lage, ihre Liebe jemand anderem als Filandro zuzuwenden. Sie erkennt aber Cleantos Wert an.
4. Szene. Filandro kommt hinzu und berichtet, dass Elpinice auf dem Weg zu ihrer alten Pflegemutter Euriclea ist, um sie um Rat zu fragen. Cleanto bittet seine Freunde, ihr beizustehen. Er geht.
5. Szene. Filandro bittet Ismene, sich um Elpinice zu kümmern, während er Cleanto beistehen möchte. Ismene ist erstaunt über seine Großmütigkeit, da er sich mehr um die anderen als um sich selbst sorgt. Nachdem er ihr noch einmal seine Liebe versichert hat, geht er.
6. Szene. Ismene ist sich sicher, dass sie nie jemand anderen als Filandro lieben könne.
Felshöhle an der Küste, die an verschiedenen Stellen mit Moos, Muscheln und Meerespflanzen bedeckt ist; dazwischen ein enger Weg zum Ufer mit einem kleinen Boot
7. Szene. Cleanto hat beschlossen, das Land zu verlassen.
8. Szene. Filandro kommt und berichtet, dass sich alles zum Guten gewendet habe. Elpinice erwarte ihn bereits als Bräutigam am Altar. Die Einzelheiten konnte aber er in der Eile noch nicht erfahren.
Ein prächtiger Vorhof zum erhöhten Tempel
9. Szene. In einem kleineren Tempel stehen die goldene Statue der Schutzgöttin und der brennende Opfertisch, dabei Priester, Priesterinnen, edle Jünglinge und Jungfrauen, Nymphen, Schäfer und Volk. Elipinice, Alceo und Ismeno stehen am Altar. Der Chor bittet die Göttin um Segen für Ismene und Cleanto. Alceo weist darauf hin, dass man vor der Trauung noch die Grenzen der neuen Stadt vorzeichnen müsse und fragt sich, wo Cleanto bleibt. Ismene sieht ihn jedoch bereits in der Ferne. Der Chor wiederholt seinen Gesang.
Letzte Szene. Cleanto und Filandro nähern sich gut gelaunt. Als sie jedoch den Chor die Namen Ismene und Cleanto nennen hören, bleiben sie verwirrt stehen. Cleanto fühlt sich hintergangen. Elpinice beruhigt ihn jedoch. Alceo erklärt nun, dass aus Elpinice Ismene geworden sei. Als Posidonien von den Phöniziern überfallen worden war, hatte Ismenes Vater sie im Tempel versteckt und anschließend zur Alleinerbin seines Reichs ernannt. Sie wurde dann gemeinsam mit Elpinice von deren Gouvernante Euriclea aufgezogen. Ericlea hatte jedoch eine Vorliebe für ihr erstes Pflegekind Elpinice und vertauschte die Namen der beiden, um ihr Ismenes Erbe zu sichern. Erst die Verzweiflung der beiden brachte sie jetzt dazu, ihr Verbrechen zu gestehen. Die nun rechtmäßige Erbin Elpinice erklärt Ismene, dass sie kein Interesse an der Herrschaft habe und lediglich ihren echten Namen wünsche. Sie selbst sei zufrieden mit dem Herz Cleantos. Bevor sich die Freudensbezeugungen zu sehr in die Länge ziehen, drängt Alceo zur Eile. Während der Chor den Himmel um das verheißene Glück bittet, erscheinen Wolken am oberen Teil der Bühne, aus denen ein himmlischer Chor antwortet und die Verheißung bestätigt. Alle sind erstaunt, und Alceo verkündet, dass auch die Götter den Feierlichkeiten beiwohnen. Die Wolken verziehen sich allmählich. Die Liebesgöttin Venus erscheint mit Hymenaios, Amor, Huldgöttinnen und einer festlichen Schar himmlischer Geister. Venus hält die abschließende Rede und verheißt eine glückliche Zukunft für die neue Stadt Partenope. Hymenaios werde nun die Nachfahren der Dardaniden und der Herakliden verbinden. Cleanto solle als König, Priester, Stifter und Bräutigam die Stadtgrenzen kennzeichnen. Dieses Gelände werde stets Wohnort erhabener Geister der Treue, der Menschlichkeit und der Liebe sein, und das Schicksal schmiede bereits die edlen Ketten, mit es denen die bourbonischen und die österreichischen Helden verbinden werde. Zum Abschluss bekräftigen beide Chöre gemeinsam den Segen.

## Geschichte
Partenope ist Metastasios letzte Serenata. Als er im Winter 1766/67 von Maria Theresia den Auftrag für eine Dichtung zur Hochzeit der Erzherzogin Maria Josepha mit Ferdinands IV. von Neapel erhielt, nahm er diesen nur widerwillig an, da er sich zu diesem Zeitpunkt eigentlich bereits zur Ruhe setzen wollte. Am 7. September wohnte er der Generalprobe bei, und am 8. September wurde das Werk mit der Musik von Johann Adolph Hasse im Beisein der Herrscher am Hof aufgeführt. Die Uraufführung im Wiener Burgtheater fand am 9. September statt. Es sangen Giuseppe Tibaldi (Alceo), Elisabeth Teyber (Elpinice), Giacomo Veroli (Cleanto), Clementina Baglioni Poggi (Ismene) und Venanzio Rauzzini (Filandro). Die Bühnenbilder stammten von den Brüdern Galliari.
Eine besondere Bedeutung hat die neapolitanische Ausstattung der Bühnenbilder, die Metastasio im Text detailliert beschrieb. Da er in Neapel seine ersten Erfolge feierte, hatte er hier vermutlich nostalgische Erinnerungen. Auch seine damalige Beziehung zu der Sängerin Maria Anna Benti Bulgarelli, der „Romanina“, mag eine Rolle gespielt haben.
Partenope kann qualitativ nicht vollständig überzeugen. Der Metastasio-Herausgeber Bruno Brunelli kritisierte vorwiegend sprachliche Mängel, aber die wesentlichen Probleme liegen in der Handlung des Stückes selbst begründet. Insbesondere im ersten Teil haben die Charakter kaum etwas anderes zu tun, als ihre Liebe und das Glück ihres Wiedersehens zu feiern. Eine dramatische Handlung entwickelt sich erst im dritten Bild (Szene 10), als Alceo das Orakel Partenopes verkündet. Im zweiten Teil zeigen sich allmählich die erwarteten psychologischen und moralischen Konflikte zwischen Pflichtgefühl und Liebe. Aber auch diese werden nicht konsequent ausgearbeitet. Das heroische Motiv weicht schnell der Macht der Leidenschaft. So gibt beispielsweise Elpinice ihren Vorsatz auf, ihren Geliebten zu drängen, sie zugunsten Ismenes zu verlassen. Auch im Dialog Alceos mit seiner Tochter wird das Motiv des Opfers für das Allgemeinwohl lediglich skizzenhaft angedeutet und macht Banalitäten über den notwendigen Gehorsam gegenüber den Göttern Platz. Erst in der Schlussszene gelingt es Metastasio, die Anforderungen einer dramatischen Handlung mit dem Inhalt der Feierlichkeit zu vereinen. Der bereits auf ein gutes Ende eingestimmte Cleanto wird durch die Worte des Chores entmutigt, als dieser um Segen für Ismene und Cleanto bittet, aber dazu wiederum scheinen die frohen Gesichter Ismenes und Elpinices nicht zu passen. Metastasio verzögert die Auflösung bis zum Schluss und schafft so ein maximales Moment der Überraschung.
Erwähnenswert ist die Behandlung des Chores. Erstmals in einer Serenata Metastasios übernimmt dieser selbst die Rolle eines Theatercharakters. In früheren Werken wie Il Parnaso accusato e difeso oder Egeria diente er lediglich dazu, bestimmte allegorische Streitfragen dramatisch hervorzuheben. In Partenope dagegen feiert bereits zu Beginn das Volk mit Tanz und Gesang. Die Bedeutung der Chorworte in der Schlussszene wurde bereits erwähnt.
Die Auflösung in der Schlussszene trägt deutlich reaktionäre Züge. Es besteht schlicht kein Grund, der Göttin den Gehorsam zu verweigern. Analog bedeutet das, dass für das Wohlergehen der Menschheit keine revolutionären Änderungen nötig sind und die Monarchie fortbestehen kann. Deutlich wird diese Haltung auch durch den Auftritt der Götter, die persönlich bestätigen, dass alles zum Besten bestellt ist, weil der Himmel selbst das Glück der Menschheit sicherstellt. So ist auch der Charakter der Venus zu verstehen, die hier nicht wie in anderen Werken Metastasios als freundliche Göttin erscheint, sondern als Herrin auftritt. Sie ist ein Symbol für den Herrscher, der sein wohltätiges Antlitz auf seine treuen Untertanen scheinen lässt.

## Vertonungen
Folgende Komponisten vertonten dieses Libretto:
| Komponist                 | Uraufführung                         | Aufführungsort | Anmerkungen |
| ------------------------- | ------------------------------------ | -------------- | --- |
| Johann Adolph Hasse       | 9. September 1767, Burgtheater       | Wien           | „festa teatrale“ zur Verlobung König Ferdinands IV. von Neapel mit Erzherzogin Maria Josepha; überarbeitet 1775 im Theater von Sanssouci in Potsdam |
| Vicente Martín y Soler    | Februar 1782, Accademia di musica    | Neapel         | „componimento drammatico“ |
| Ernst Häußler             | April 1797                           | Zürich         | „Festa teatrale“; die erste in Zürich aufgeführte Oper                                                                                              |
| Antonio Peregrino Benelli | Karneval 1798, Teatro dei Fiorentini | Neapel         | „dramma“ in einem Akt |
| Giuseppe Farinelli        | 15. August 1814, Teatro San Carlo    | Neapel         | „festa teatrale“ |
| Giovanni Pacini?          | 1826                                 |                | |

## Digitalisate
1. 1 2 3  Johann Anton Koch: Des Herrn Abt Peter Metastasio Kayserl. Königl. Hofpoetens Dramatische Gedichte, aus dem Italiänischen übersetzt. Siebter Band. Krauß, Frankfurt und Leipzig 1775 als Digitalisat beim Münchener Digitalisierungszentrum.
2. ↑  Libretto (italienisch) der Serenata von Johann Adolph Hasse, Wien 1767 als Digitalisat bei Google Books.
3. ↑  Partitur der Serenata von Johann Adolph Hasse als Digitalisat beim International Music Score Library Project.
4. ↑  Libretto (italienisch) der Serenata von Antonio Peregrino Benelli, Neapel 1798 als Digitalisat beim Münchener Digitalisierungszentrum.